# Royal Jordanian Airlines
Royal Jordanian Airlines  (arabiska: الملكية الأردنية) är Jordaniens nationella flygbolag. Flygbolaget grundades 9 december 1963 som Alia Airlines. Bolaget anslöt sig till Oneworld den 1 april 2007.  

## Flotta
Flygplanstyper Royal Jordanian använt sig av är bland annat:
- Airbus A300
- Airbus A310
- Airbus A319
- Airbus A320
- Airbus A321
- Airbus A330
- Airbus A340
- Boeing 707
- Boeing 720
- Boeing 727
- Boeing 747
- Douglas DC-6
- Douglas DC-7
- Embraer 175, Embraer 195
- Fokker F-27 Friendship
- Handley Page Herald
- Lockheed TriStar
- Sud Aviation Caravelle 10R